# Mörder GmbH
Mörder GmbH (Originaltitel: The Assassination Bureau) ist eine schwarze Komödie aus Großbritannien mit Oliver Reed und Diana Rigg in den Hauptrollen. Regie führte Basil Dearden. 
Die Literaturverfilmung basiert auf Jack Londons unfertigen Roman Das Mordbüro (Originaltitel: The Assassination Bureau Ltd.), der von Robert L. Fish vollendet wurde.

## Handlung
Europa um 1900. – Die aufstrebende Journalistin Sonya Winter findet heraus, dass es sich bei dem Zeitungsinserat „Mesopotamien“ um eine Kontaktanzeige handelt, mit der eine Organisation Morde gegen Bezahlung anbietet. Als sie dem Zeitungsverleger Bostwick verschiedene Fälle präsentiert und ihm zu verstehen gibt, dass sie selbst die letzte Anzeige für einen Auftrag geschaltet hat, ist er zu ihrer Überraschung zu einer Zusammenarbeit bereit. Sie nimmt Kontakt auf und lernt den jungen Iwan Dragomiloff, den Vorsitzenden der Mörder GmbH, kennen. Als sie ihre Zielperson, ihn selbst, als Opfer in Auftrag gibt, nutzt er die Gelegenheit, seine Firma auf die Probe zu stellen und nimmt den Auftrag für 20.000 Pfund an. Bei der Versammlung seiner GmbH fordert Dragomiloff die Gesellschafter seiner Büros zum tödlichen Duell heraus. Lord Bostwick, der auch Mitglied und Vizevorsitzender der GmbH ist, spendet 10.000 Pfund zusätzlich, um seine Kollegen anzuspornen.
Iwan Dragomiloff begibt sich, als alter Mann verkleidet, zunächst nach Paris, wobei Miss Winter ihm in ein Bordell von Gesellschafter Lucoville folgt. Als Lucoville ihn enttarnt, kommt es zu einer Verfolgungsjagd, bei der Lucoville durch eine Explosion getötet wird. Miss Winter fährt mit Dragomiloff nach kurzer Haft in die Schweiz, wo sie Gesellschafter Weiß mit einer Taschenbombe erledigen. Sein rumänischer Gesellschafter Popescu versucht ihn schon im Speisewagen umzubringen und scheitert. Weiter geht es nach Wien, wo sich Dragomiloff sicher fühlt, weil er dort kein Büro hat. Dafür versucht der deutsche General von Pinck sein Glück und versucht beiden eine Wurstbombe in einem Lokal unterzuschieben, die jedoch den Erzherzog von Ruthenien tötet.
Der Tod des Monarchen löst eine Krise aus. Dragomiloff versucht seinen Gesellschafter Spado in Venedig auf seine Seite zu ziehen und das Duell zu beenden, doch dieser wird bereits von seiner Frau vergiftet. Als Dragomiloff bei ihr eintrifft, entgeht er durch ein geschicktes Manöver einem weiteren Giftanschlag von Spados Frau und nimmt den Platz ihres Gondoliere ein. Bostwick, Pinck und Muntzoff treffen in Venedig ein, um sich seiner Leiche zu vergewissern. Bostwick plant eine neue Mörder GmbH auf die Beine zu stellen. Er gibt seine Tarnung gegenüber Miss Winter auf und befiehlt Muntzoff, sie zu töten. Dragomiloff verhindert dies und schmuggelt sich in den Sarg. Miss Winter und Dragomiloff entkommen mit der Bestattergondel.
Dragomiloff und Miss Winter haben herausgefunden, dass Bostwick die Friedensverhandlungen mit einem Attentat zunichtemachen will. Lord Bostwick ist die Macht zu Kopf gestiegen und er will mit der Hilfe General von Pincks per Zeppelin eine Bombe auf die Herrscher Europas, die sich in einem Schloss bei Linz treffen, werfen. Dragomiloff schmuggelt sich als Kapitän in den Zeppelin, sabotiert ihn und bringt sich mit einem Ballon in Sicherheit, bevor der Zeppelin mit Bostwick an Bord explodiert. Er landet im Schloss und wird für seine Tapferkeit ausgezeichnet, als Miss Winter als Nonne verkleidet dort eintrifft, um das Schloss evakuieren zu lassen.

## Deutsche Fassung
In der Bundesrepublik Deutschland feierte die Filmkomödie am 25. April 1969 Premiere.
In der deutschen Synchronfassung wurden eingeblendete Schriftstücke und Zeitungsartikel durch deutsche ersetzt, wie es in den 1930ern bis 1970ern üblich war. Seit den 1970ern werden meist Untertitel oder Offscreen-Sprecher zur Erläuterung der im Original nicht deutschsprachigen Filmelemente eingesetzt.

## Kritiken
„Prominent besetzte Gaunerkomödie von typisch englischem Humor, die eine vergnügliche Persiflage auf die üblichen Kriminalfilme bietet.“

„Parodistisch überzogene und zumeist amüsant alberne englische Kriminalgroteske.“

## Eisenbahnszenen
Eisenbahnszenen, die Züge von außen zeigen, wurden in der kommunistisch regierten Tschechoslowakei gedreht. Lokomotive und Waggons zeigen die Abkürzung ČSD für die Tschechoslowakischen Staatsbahnen.

## Trivia
Curd Jürgens ist im Vorspann wie bei seinen englischsprachigen Filmen üblich als Curt Jurgens angegeben.